# Juan Luis de la Rosa
Juan Luis de la Rosa Garquén, nombrado por algunos autores como Juan Luis De la Rosa Jarquín, (Jerez de la Frontera, 2 de febrero de 1901-Barcelona, 10 de septiembre de 1938) fue un matador de toros español, falleció asesinado por el bando republicano en Barcelona.

## Biografía
En 1914 actúa como banderillero en una cuadrilla infantil en Jerez de la Frontera, en la que eran espadas Angelillo, Rafaelillo y Niño Mora.
Inicia su carrera como novillero en Carrión de los Céspedes (Sevilla), en septiembre de 1915, haciendo su presentación en Madrid, en Vista Alegre, en mayo de 1916.
El 11 de junio de 1918 debuta con caballos en la plaza de toros de Logroño, lidiando ganado de Buenabarba, acompañado de Manolo Belmonte.
En la temporada de 1919 lidió en total cuarenta y una novilladas. Se presentó en Madrid el 20 de julio de 1919 con toros de la ganadería de Villamarta. Tomó la alternativa, durante la Feria de San Miguel, en la plaza de toros Monumental de Sevilla el 28 de septiembre de 1919 de manos de Joselito el Gallo que actuó como padrino y de testigo actuó Camará, completó la terna Valerito. El toro de la alternativa fue Celeste de la ganadería brava Guadalest.
La confirmación de la alternativa fue en Madrid, el 24 de mayo de 1920 por Juan Belmonte y Manuel Varé García, Valerito, con toros de Gamero Cívico.
En la temporada de 1920 Lidió el 8 de septiembre de 1920 en Barcelona, el 10 del mismo mes en la plaza de toros de Puertollano; el 12 y 13 en la plaza de toros de la Glorieta de Salamanca; el día 19 en la plaza de toros de Buenavista en Oviedo; el 23 en la plaza de toros de Logroño; el 26 de septiembre en la plaza de Lorca. El 3 de octubre en la plaza de toros La Chata de Vista Alegre (Madrid); el día 10 en la plaza de toros de Mérida.
En 1924 se marchó a Venezuela y allí permaneció hasta 1936. En su estancia en Venezuela tuvo una hija con Rosa Hernández García natural de Cuba, cuyo nombre es María Rosa de la Rosa y Hernández que nació el 12 de febrero de 1929, en el Hotel Barcelones. Ambas regresaron a Cuba cuando Juan Luis regresó a España y más tarde emigraron a Estados Unidos.[cita requerida]
Fue un torero destacado en el manejo de la capa y muleta con la que rozó la perfección en la ejecución del pase natural, el desarrollo de su técnica quedó como establecido como modelo de la suerte en épocas posteriores. Deficiente estoqueador. De vida desordenada. Pudo haber llegado a ser cabeza de escalón de su época dada sus cualidades toreras.
Su última actuación tuvo lugar el 6 de septiembre de 1936 en Barcelona, ya comenzada la guerra civil española. Dos años después, en 1938 fue detenido junto a su amante en Barcelona, bajo el gobierno de la Segunda República Española. Ambos fueron fusilados en el cementerio de la ciudad condal el 10 de septiembre de 1938, de la Rosa tenía en el momento de su muerte treinta y seis años.

## Reconocimientos
- 1920, en Salamanca la afición del torero le puso su nombre al círculo taurino: Club La Rosa-Granero, inaugurado con motivo de la feria taurina de septiembre, del que de la Rosa fue nombrado miembro honorífico junto con Granero.[8]